# CR銀河鉄道999
『CR銀河鉄道999』（CRぎんがてつどうスリーナイン）は、2008年5月に豊丸産業から販売されたデジパチタイプのパチンコ。松本零士による日本の漫画作品、『銀河鉄道999』とのタイアップ機。2008年5月に「CR銀河鉄道999M」が、同年8月に「CR銀河鉄道999VV」がそれぞれ発売されている。

## 機種概要
- 突然確率変動タイプ。
- ヘソとステージ上にスタートチャッカーがある「ツインスタートチャッカー」を採用し、実質最大8個までの保留玉が有効となる。
- 演出は劇場版第1作・2作をベースに作られており、それを生かしたモード移行によるストーリー連動型演出が搭載されている。
- 大当たり中に使用されている主題歌は、TVアニメ版で使われていた2曲と、ゴダイゴの曲が使われている。
- 液晶上部には可動式の999ロゴ役物があり、様々な演出で活躍する。

## スペック
- 『CR銀河鉄道999M』
  - 大当たり確率：1/308.5（高確率1/30.85）
  - 確率変動割合：61%（2R確変含む）
    - 振り分け率：ヘソ・電チュー（15R確変：46%、2R確変：15%、15R通常：39%）、ステージ（15R確変：31%、2R確変：30%、15R通常：39%）

  - 賞球数：3&10&13、大当たり：15R9C
  - 時短：全大当たり終了後に100回転（一部の2R確変を除く）
  - 小当たり抽選はヘソ・電チューは1/154.3、ステージは1/61.7の確率で別に行われる。高確率状態時も同様。
- 『CRA銀河鉄道999VV』
  - 大当たり確率：1/99.3（高確率1/9.93）
  - 確率変動割合：55%（2R確変含む）
    - 振り分け率：ヘソ・電チュー・ステージ共通（15R確変：10%、5R確変：35%、2R確変：10%、5R通常：45%）

  - 賞球数：3&10&12、大当たり：5Ror15R8C
  - 時短：全大当たり終了後に30回転（一部の2R確変を除く）
  - 小当たり抽選はヘソ・電チューは1/132、ステージは1/61の確率で別に行われる。高確率状態時も同様。

## 図柄
キャラクター、登場車両については、個別項目及び「銀河鉄道999#登場人物」、「999号」をそれぞれ参照。

### 通常モード中図柄
縦スクロール5ライン型のリール配列用図柄である。
確率変動図柄
- 1:車掌
- 3:星野鉄郎
- 5:クレア
- 7:メーテル
- 9:999（スリーナイン）号　
  - 『CR銀河鉄道999VV』では15R当り確定。

チャンス図柄
- 2:機械伯爵
- 4:黒騎士ファウスト
- 6:プロメシューム
- 8:アンタレス

### 終着駅・機関室・エマージェンシーモード中図柄
縦スクロール1ライン型のリール配列用図柄である。
確率変動図柄
- 1:111（スリーワン） エメロード1号＋車掌
- 3:333（スリースリー） ベガラス3号＋星野鉄郎
- 5:555（スリーファイブ） オルオディア5号＋クレア
- 7:777（スリーセブン） プレアデス7号 （プレアディス7号）＋メーテル
- 9:999号＋メーテル＋星野鉄郎
  - 『CR銀河鉄道999VV』では15R当り確定。

チャンス図柄
- 2:222（スリーツー） ビオナス2号＋機械伯爵
- 4:444（スリーフォー） カペラ4号＋黒騎士ファウスト
- 6:666（スリーシックス） マゼラニアン6号（マゼラン6号）＋プロメシューム
- 8:888（スリーエイト） アルデバラード8号＋アンタレス

## モード解説
各モードの特徴は以下の通りで、基本的には変動中に小当たりか2R確変を引くと列車が突然画面を横切る演出が発生しモード移行する。
通常モード（旅立ち）
- 宇宙背景（星の海、青い地球、遙かなる宇宙）と二等客車の4種類があり、二等客車背景でのみ発生する予告がある。

惑星モード（出会いと別れ） 　
- 小当たりか2R確変で移行。最大10回転のミッションモードで、10回転の間に「9」の図柄が3回画面内に停止すれば時間城モードへ移行。停止しなければ通常モードへ戻る。移行した先の惑星でミッション達成期待度が異なる。
  - タイタン：期待度…低　冥王星：期待度…中　ヘビーメルダー：期待度…高

時間城モード（敵討ち） 　
- 惑星モード中のミッションクリア、小当たり、2R確変で突入（電サポなし）する。機械伯爵を倒せば大当たりとなる。
  - 機械伯爵に負けた場合は基本的に通常モードへ移行するが、惑星モードへの移行や時間城モード継続なら潜伏確変の可能性が高い。

終着駅モード（宿命の戦い） 　
- 確変図柄の大当たり後、もしくはラウンド中昇格後に突入する。（電サポあり）

機関室モード（新たな旅立ち）
- チャンス図柄での大当たり後に突入する。（電サポあり）

エマージェンシーモード
- 機関室モード中、2R確変に当選した場合と、内部的に確変時の機関室モードから突入する。

## 予告演出
本機には様々な予告演出が存在するが、大まかには「変動中の予告」と「リーチ後予告」の二つに分けられる。
種類が非常に多いため、順を追って説明する。

### 変動中の予告
メーターフラッシュ予告
- 変動直後に盤面右下にあるレイジメーターが点滅し、999ロゴ役物が可動する。擬似連続予告で、ハズレ後鉄郎が出現で再びロゴ役物が可動。
- リーチにならずに終わるガセも多いが、3連以上続けばスーパーリーチ確定。4連以上は大当たり確定。

ウィンドウステップアップ予告
- 液晶内にウィンドウが出現し、最高4段階（小→中→大→特大）に発展する。ステップアップ2段階で無期限パスが出た場合、無期限パス予告に移行する。
- ウィンドウがムービーになればチャンスアップとなる。

無期限パス予告（オールマイティ図柄）
- 左リールに無期限パスが停止し、右リール対角線上の位置に無期限パスが停止すればリーチとなる。無期限パスが赤の場合はチャンスアップとなる。
- 上記のメーターフラッシュ予告と複合する事が多い。

会話予告（二等客車背景限定）
- 画面下にセリフが出現し、ボタンを押すよう指示が出る。会話が成立すればリーチ確定。
- セリフの色が赤文字の場合やウィンドウが出現しムービーが流れればチャンスアップとなる。

手配書予告
- 変動開始時に手配書が出現し、ボタンを押すよう指示が出る。
- 画面に表示されたボタンの大きさ（小・中・大）や、手配書の種類・星の数（1～5個）で信頼度が異なる。

メーテルボイス予告
- 変動開始直後、画面が暗転し文字が浮かび上がり、メーテルが台詞をしゃべる予告。文字の色が赤の場合はスーパーリーチ確定。
  - 「鉄郎！緊急事態よ！」の場合はギャラクシーチャンスへ発展のチャンス。

保留列車チェンジ予告
- 始動口入賞時などに、画面下部に表示されている保留玉表示の列車及び背景バーの色が変化する予告。
  - 背景バー：青　222号、444号、666号、888号：リーチ確定
  - 背景バー：緑　111号、555号：スーパーリーチ確定
  - 背景バー：赤　333号、777号：スーパーリーチ（信頼度大幅アップ）確定
  - 背景バー：虹　999号：大当たり確定

小キャラ予告
- 背景を流れるミニキャラ等が色が違ったり数が多かったりするとリーチ以上確定
- 特定の小キャラ登場時にボタンが光る事があり、押すことでチャンスアップパターンに発展する事がある。

変動停止時予告
- 右図柄が停止時に1コマ進み・戻りアクション、スベリアクション、左右同時停止など4種類存在する。左右同時停止はスーパーリーチ確定。

背景変化予告
- 背景変化時にアイキャッチが入ればスーパーリーチ確定で信頼度アップ。小当たり時に発生する場合もあるので注意。

ナレーション予告
- 変動開始時に背景が銀河に変わり、ナレーションが始まる。大当たり確定。

老パルチザン予告
- 回転開始と同時に、劇場版2作目に登場した老パルチザンが登場する予告。大当たり確定。

### リーチ後予告
BIGキャラ予告
- リーチ開始時に車掌・鉄郎・メーテルのいずれかが出現する予告。メーテル出現は激アツとなる。
- 鉄郎・メーテル出現の場合、999チャレンジ予告に発展する。

999チャレンジ予告
- BIGキャラ予告の鉄郎・メーテルから発展。ボタンを押すよう指示が出る。
- ボタンを押して停止した999ロゴの色で信頼度が変わる。一旦青などの信頼度の低い色で停止しても色が変わる場合あり。
  - 信頼度　青＜黄＜緑＜赤＜虹（大当たり確定）

群予告
- リーチ開始時に群が横切れば信頼度アップ。車掌群と列車群があり、後者の方が信頼度が高い。

通過予告(二等客車背景限定)
- リーチ開始時に車掌またはクレアが通過する予告。車掌が左側に通過すれば車掌発展予告となる。クレアの場合はクレアリーチに発展のチャンス。

車掌発展予告
- 場面が車内に切り替われば車掌が出現。車掌のセリフによって発展先のリーチを示唆する。

機関室発展予告
- 車掌が画面奥の機関室に走り出せば発展。機関室まで辿り着く事ができれば、扉が開いてスーパーへと発展するが、扉に激突してしまったらハズレとなる。
  - 車掌が走り出した時、足元の煙の量が多ければスーパーリーチ確定。

列車発展予告
- リーチ発展時、999号が画面奥から登場する。スーパーリーチ確定。メーテルが乗車していると信頼度アップ。

999スパーク予告
- 列車発展予告または車掌発展予告中、赤い閃光が放射状に走り999号が画面奥から飛び出してきたら信頼度大幅アップ。

また、赤い閃光が時計回りに回転するとさらに信頼度がアップし相当高い確率で大当たりとなる。

## リーチ演出
ノーマルリーチ
- 中図柄が淡々と進行するだけの低信頼度のリーチだがごく稀に当たる事もある。

星雲リーチ
- 中図柄が画面中央に吸い込まれていくリーチ。＋1コマで外れた後に戦士の銃リーチへ発展することもある。
  - 背景の色で信頼度が変わる。　信頼度　青＜緑＜紫

鉄郎リーチ
- 鉄郎がスケボーに乗って図柄（パトカー）をよけていき、途切れた道をジャンプで渡る事に成功すれば大当たりだが、大半は落下してハズレがほとんど。
  - スケボーでジャンプする直前にカットアウトする画面が現れるとチャンスアップとなる。
- 落下場所の壁に張られている戦士の銃の張り紙がはがれると戦士の銃リーチに発展。張り紙の色が赤の場合は発展のチャンス。
  - リーチ発展時に突然CAUTION演出が発生する事があり、早送りのようにリーチが進行し、直接戦士の銃リーチに発展する。

戦士の銃リーチ
- 上記のノーマル・星雲・鉄郎リーチから発展。ハズレ図柄を鉄郎が戦士の銃で打ち抜く。ビームの色が赤でチャンスアップとなる。
- ノーマルや星雲から発展の場合は、登場する敵キャラにより信頼度が変わる。
  - 信頼度　黒騎士ファウスト：中　プロメシューム：高

999突撃リーチ
- 999号が体当たりで小惑星を蹴散らしていき、小惑星帯からの脱出を試みるリーチ。
- リーチ発展時に機関室の画面で通常は車掌が登場するが、鉄郎やメーテルが登場する場合もあり、後者の場合はチャンスアップとなる。
- ハズレ後に小隕石が右に流れていくが、隕石が炎に包まれていると装甲列車リーチ発展のチャンス。
- 小隕石を破壊すると装甲列車リーチへ発展する。
  - リーチ発展時に突然CAUTION演出が発生する事があり、早送りのようにリーチが進行し、直接装甲列車リーチに発展する。

装甲列車リーチ
- 999号が装甲列車と連結し小惑星を狙撃するリーチ。必ずトリプルリーチとなる。
- 原作では一度も役に立つシーンがなかったが、このリーチは大当たりに絡むことも多く信頼度の高いリーチとなっている。
  - 通常図柄と確変図柄が混在する場合と、確変図柄のみのパターンがあり。

メーテルリーチ
- メーテルが台詞を言った後に祈りを捧げるリーチ。図柄が右から左へスローで流れていく。
  - ハズレ後にメーテルが涙を流すと再始動のチャンス。

### ストーリー系リーチ
時間城リーチ
- シングルラインからのみ発生し母の敵を討つべく、鉄郎が機械伯爵と対決するリーチ。機械伯爵を倒せば大当たりとなる。発展経路によって信頼度が異なる。
- チャンスアップパターン一覧
  - 銃を構える、橋を渡る、ドアを破り突入する、機械伯爵の手下であるリューズ（女性）に会う、母の剥製を発見など
  - 伯爵のそばにいるキャラクターは機械人間よりリューズの方が信頼度が高い。
  - 銃撃戦の最後に台詞を言うキャラクターは機械伯爵より鉄郎の方が信頼度が高い。
  - ビームの色は通常青だが赤に変化の場合チャンスアップ。
    - 上記演出が複合すればするほど信頼度が上がる。

プロメシュームリーチ（破壊編）
- 終着駅・機関室・エマージェンシーモード中でのみ発生し、鉄郎がドクター・バンのカプセルを溶鉱炉に投げ込み、機械帝国の破壊に成功すれば大当たりとなる。

プロメシュームリーチ（逃走編）
- 終着駅・機関室・エマージェンシーモード中でのみ発生。上記のプロメシュームリーチ（破壊編）で確変大当たり後に発展する可能性がある。
- プロメシュームから逃げることに成功すれば大当たりとなる。

### その他リーチ
ギャラクシーチャンス
- メーテルボイス予告から突然機関室の画面に変わり、車掌の台詞後に999ロゴが全て落下すると発展。機関室が消灯してしまうとハズレとなる。
- 表示された3種類のリーチをルーレット形式で選ぶという演出になっている。

### プレミアムリーチ
下記のリーチは発生すれば確率変動大当たり確定となる。
999号プレミアムリーチ
- 「9」の図柄でリーチになった瞬間に、図柄が「999」と変化し、TVバージョンのオープニングムービーが流れる演出。

クレアリーチ
- クレアは二等客車ステージにてリーチ時の予告で登場するが、通り過ぎずに立ち止まって画面が暗転すると発展。
- クレアの体が光輝き、鉄郎に愛の告白をするシーンが流れる。

クイーン・エメラルダスリーチ
- スーパーリーチ発展時にクイーン・エメラルダスが登場する。
- 999号に進入して台詞を喋る演出。

キャプテン・ハーロックリーチ
- デジタル回転中にキャプテン・ハーロックの乗艦「アルカディア号」がカットインすると発展。キャプテン・ハーロックが現れ、鉄郎を援護するムービーが流れる。

名セリフプレミアムリーチ
- 銀河鉄道999に関わるキャラクターの名セリフが聞ける演出。
  - 選択可能な演出は鉄郎編・メーテル編・車掌編・トチローの母親編・ナレーション編・アンタレス編・キャプテン・ハーロック編がある。メーテル編のみ2種類あり。
- スーパーリーチ発展時に発生する可能性があり、選択画面にてトラックボールで演出を選択可能。

### 再抽選アクション
再抽選演出は3種類存在し、機関室Ver＜メーテルVer＜キャプテン・ハーロックVer（昇格確定）の順で昇格期待度が異なる。
通常の大当たり（222、444、666、888）で途中のラウンドよりファウストが登場し鉄郎と勝負する画面が出現。ファウストとの勝負に勝利すると終着駅モードへ移行。また、負けてもメーテルが登場し再び勝負し勝利するという再抽選が行われ終着駅モードへ移行する場合もある。